# 松木高眼鰈
松木高眼鰈為輻鰭魚綱鰈形目鰈亞目鰈科的其中一種，為溫帶海水魚，分布於西北太平洋日本海域，棲息深度50-200公尺，體長可達47公分，棲息在沙泥底質底層水域，生活習性不明。